# Marco Coceyo Nerva (cónsul 36 a. C.)
Marco Coceyo Nerva (en latín, Marcus Cocceius Nerva) fue un político romano de la república tardía. Fue cónsul de la República romana en 36 a. C., junto con Lucio Gelio Publícola.

## Biografía
Su familia era de origen umbro y eran partidarios de Marco Antonio. Proporcionaron un buen número de generales y diplomáticos. Nerva era Proquaestor pro praetore con Antonio en el 41 a. C., y se supone que estaba con Lucio Antonio durante la Guerra Perusina.
Tras la rendición de Perusia, fue el que trajo la reconciliación entre Octaviano y Marco Antonio. Se reencontró con Marco Antonio en el año 41 a. C. en Fenicia, permaneciendo a su lado como su legado. Alrededor del 38 a. C., Marco Antonio lo nombró gobernador proconsular de Asia, posiblemente en sustitución de Planco, durante el cual fue aclamado como imperator por una acción militar en Lagina de Caria.
Por los servicios prestados a Antonio, obtuvo el consulado en 36 a. C. junto a Lucio Gelio Publícola. Sin embargo, siguiendo la costumbre de la época, renunciaron a mitad de año. Aparece mencionado por Horacio como uno de sus acompañantes en un viaje a Brundisium
En el 31 a. C. fue elegido miembro de los Quindecimviri sacris faciundis, y fue elevado al patriciado después en el 29 a. C. Él es el bisabuelo del emperador Nerva, que gobernó el Imperio Romano de los años 96 a 98. 
Tuvo un hijo, Marco Coceyo Nerva, que fue un jurista formando parte del séquito del emperador Tiberio y según Tácito cónsul en 22 junto con Cayo Vibio Rufino.